# Friedrich August Röber
Friedrich August Röber (* 22. Januar 1765 in Dresden; † 5. März 1827 in Ilkendorf; auch Friedrich August Roeber) war ein sächsischer Sozialmediziner, Epidemiologe und Weinbaufachmann, Autor einiger Schriften sowohl zu medizinischen Themen als auch zum Weinbau.

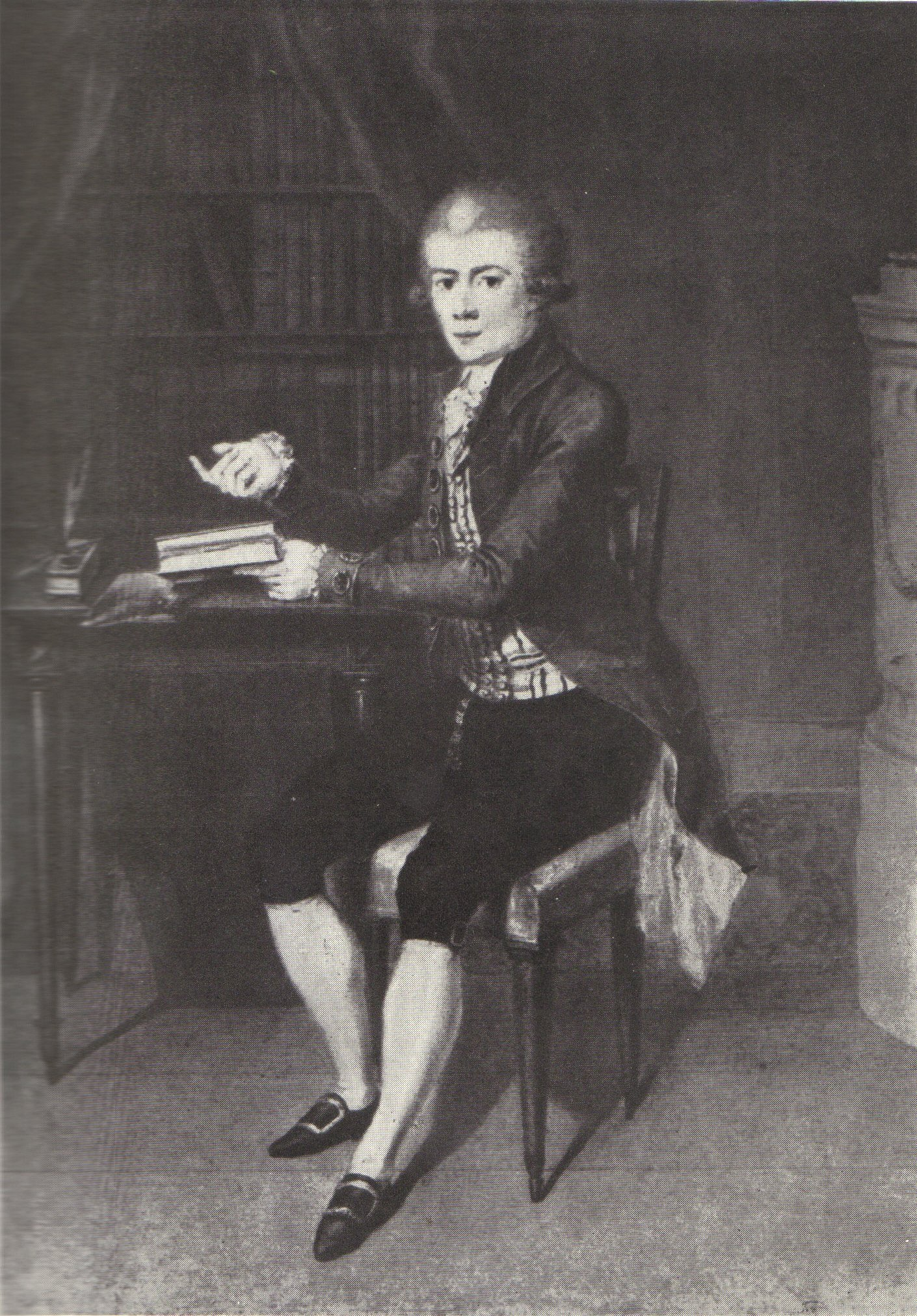
Friedrich August Röber

## Leben und Wirken

### Sozialmediziner und Epidemiologe
Röber wurde als Sohn eines Dresdner Posamentierers geboren. Sein Großvater war der Seidenfabrikant Johann Polycarp Bulius. Er besuchte in Dresden die Kreuzschule und ging dann 1784 nach Leipzig, um dort Theologie zu studieren. Bald jedoch wechselte er zur Medizin, deren Studium er mit der Promotion in Straßburg 1787 bei Johann Jakob Spielmann vollendete. Röber kehrte nach Dresden zurück, wo gerade das Faulfieber wütete. Er wurde Armenarzt und erwarb sich große Verdienste bei dessen Eindämmung. Röber erkrankte allerdings selbst schwer am Faulfieber, überlebte die Krankheit jedoch und behielt eine doppelseitige Schwerhörigkeit zurück, die ihn aber bei seiner Berufsausübung kaum behinderte.
In der Folge wurde er 1790 Stadtphysicus und 1794 Mitglied des kurfürstlichen Sanitätskollegiums („wirkl. Mitglied d. Churfürstl. Sächs. Sanitäts-Collegii u. d. Leipziger ökonom. Societät und d. Residenz Dresden Physikus“), wenn auch nur mit einem bescheidenen Einkommen. In den nächsten Jahren baute Röber insbesondere das städtische Krankenhaus in Dresden aus. Zur Zeit der Napoleonischen Kriege arbeitete Röber nicht nur als praktischer Arzt, sondern organisierte auch die medizinische Versorgung und das Lazarettwesen in Dresden.
Von Herzog Carl August von Sachsen-Weimar wurde er 1807 zum Hofrat erhoben, weitere Auszeichnungen erhielt er vom österreichischen Kaiser (Goldene Verdienstmedaille) sowie vom russischen Zaren.
Als sein medizinisches Hauptwerk gilt Von der Sorge des Staats für die Gesundheit seiner Bürger von 1805, mit dem er zum Mitbegründer der Staatsarzneikunde wurde.
Der Ausbildung und Prüfung von Hebammen schenkte Röber besondere Aufmerksamkeit und forderte die Einrichtung von Krankenwärterschulen, wie sie Franz Anton Mai (1742–1821) in Mannheim und Heidelberg geschaffen hatte. 1797 beklagte Röber den Mangel an guten Krankenwärtern und gab im Jahr 1798 in den „Dresdner gelehrten Anzeigen“ der Öffentlichkeit mit einem Unterrichtsangebot Ratschläge zur Abhilfe. Auch Rettungsanstalten für plötzlich Verunglückte und Scheintote waren in Röbers Gesundheitskanon vorgesehen.
Im Jahr 1818 nahm Röber seinen Abschied.

### Weinbaufachmann
Im Jahr 1791 schloss Röber die Ehe mit Christiane Auguste Linck (1767–1801), der Tochter des vermögenden Leipziger Löwenapothekers Johann Heinrich Linck. Seine finanzielle Situation ermöglichte es ihm, sich im Jahr 1800 in der westlich von Dresden gelegenen Weinbaulandschaft Lößnitz einen Weinbergsbesitz zusammenzukaufen: Neben dem nach ihm benannten Röbersberg, dem Steillagen-Weinberg unterhalb der heutigen Friedensburg in Niederlößnitz, gehörten auch die westlich anschließenden Kerbenberge dazu. Insgesamt soll Röbers Weingut dort knapp 15 Hektar groß gewesen sein. Röber überließ die Arbeit nicht allein den angestellten Winzern, sondern arbeitete sich selbst in die Materie ein.
Nach seiner Pensionierung 1818 wollte er Schwung in die Bemühungen der 1799 gegründeten sächsischen Weinbaugesellschaft bringen, den Weinbau zu optimieren, die infolge des Napoleonischen Kriegs zum Erliegen gekommen waren. Er veröffentlichte 1819 anonym die Schrift Von den Fehlern und Hindernissen des Weinbaues in Sachsen, wobei er die Missstände offen ansprach. Wenige Jahre später, 1825, erschien mit seinem Versuch einer rationellen Anleitung zum Weinbaue und zur Most- und Weinbereitung sein Hauptwerk zum Weinbau, in dem er nicht nur Kritik übte, sondern auch praktische Vorschläge zur Verbesserung aus seiner eigenen Erfahrung heraus vortrug sowie Unterstützung von staatlicher Seite einforderte. Danach verfasste er auch noch eine Schrift zum Hopfenanbau.
Röber wohnte seit 1818 auf seinem Lößnitzanwesen, im später zum Badhotel Niederlößnitz umgebauten Weinbergshaus an der Oberen Bergstraße/Burgstraße.
Auf einer Reise zu Bekannten auf einem Gut in Ilkendorf bei Nossen zog er sich eine Lungenkrankheit zu, die innerhalb weniger Tage zu seinem Tod führte.

## Schriften
- Ueb. d. Faulfieber-Epidemie. 1788.
- Beschreibung des epidemischen Faulfiebers, welches vom Ausgange des 1787. Jahres bis in den Sommer 1788 in Dresden herrschte. Johann Samuel Gerlach, Dresden 1790.
- Ueber den Koller der Pferde. 1794.
- Allgemein gültig seyn sollendes Dispensatorium.
- Ueb. d. Ursachen der Theurung in Sachsen. 1805.
- Von der Sorge des Staats für die Gesundheit seiner Bürger. 1805 (Online).
- Kurze Anleitung, die venerischen Krankheiten zu behandeln. 1818.
- anonym: Von den Fehlern und Hindernissen des Weinbaues in Sachsen. Walthersche Hofbuchhandlung, 1819.
- Versuch einer rationellen Anleitung zum Weinbaue und zur Most- und Weinbereitung. Arnoldische Buchhandlung, Dresden, Leipzig 1825 (2. Auflage 1832, Online).